# 자동 요금 징수
자동 요금 징수(AFC, Automated Fare Collection System)란, 부산 지하철 1호선 개통시 프랑스로부터 최초로 국내에 도입한 자동 요금 징수 시스템 전체를 말한다. 이전에 서울 지하철 등에서는 역직원이 직접 승차권(Magnetic Ticket)을 판매하였지만, 이후 선불제 카드로 시작하여 현재는 후불제 카드까지 사용할 수 있는 장비들이 개발 및 도입되어 사용되고 있다.
최초 구성된 장비들로는 AGM(Automatic Gate Machine), AVM(Automatic Vending Machine), AFAM(Automatic Fare Ad.. Machine), BOM(Booking Office Machine), DGM(Data Gathering Machine), FSP(Front Side Process)이 있으며, 이후 카드형태의 승차권이 도입되면서 Reader(Carder), ACM(Automatic Charging Machine)가 추가되었다.